# Покров Богородичен (Воден)
„Покров Богородичен“ (на гръцки: Άγιας Σκέπης) е православна църква в южномакедонския град Воден (Едеса), Гърция. Храмът е катедрала на Воденската, Пелска и Мъгленска епархия на Вселенската патриаршия (под управлението на Църквата на Гърция).
Църквата е разположена в центъра на традиционния квартал Вароша. Първоначално носи името „Свети Врач“ („Свети Врачи“, „Свети Безсребреници“, на гръцки Αγίων Αναργύρων). След създаването на Българската екзархия в 1870 година храмът е катедрала на Воденската българска епархия. За пръв път българите завземат храма на празника на Константин и Елена през 1872 година и започват собствена служба на български. Храмът на няколко пъти минава ту в гръцки, ту в български ръце, докато накрая окончателно става български.
Църквата изгаря при пожар в 1935 година и на нейно място е построен сегашният храм, прекръстен на „Покров Богородичен“.